# Driven
Driven ist ein Actionfilm über Autorennen aus dem Jahr 2001. Regie führte Renny Harlin. Zur Besetzung gehören Sylvester Stallone, Burt Reynolds und Til Schweiger.

## Handlung
Jimmy Bly ist der junge, talentierte Nachwuchsfahrer des Rennstalls von Carl Henry, einem querschnittsgelähmten und vom Erfolg besessenen Rennstallbesitzer. Nachdem Jimmy einige Rennen gewonnen hat und zu einer ernst zu nehmenden Konkurrenz für den etablierten deutschen Erfolgsfahrer Beau Brandenburg wird, gerät er immer mehr ins Rampenlicht. Von seinem Bruder Demille, der gleichzeitig sein Manager ist, zu immer mehr Presseterminen gezwungen, steigt der Druck auf Jimmy immer mehr, und seine Leistungen lassen nach, weswegen sich Henry dazu entschließt, den ausgemusterten Ex-Champion Joe Tanto zu reaktivieren, der Jimmy unterstützen und ihm den Rücken freihalten soll.
Tanto gelingt es, zu Jimmy durchzudringen, der sich mittlerweile in die Ex-Freundin von Brandenburg verliebt hat. Jimmys Leistungen werden wieder besser, bis es beim Rennen auf dem Lausitzring zum Showdown kommt. Der Teamkollege von Jimmy, Memo Moreno, der mittlerweile anstelle von Tanto im Cockpit sitzt, gerät in einen schweren Unfall. Bly und Brandenburg brechen das Rennen ab, um ihm zu helfen, und retten ihm damit das Leben. Bei der Rettungsaktion wird Jimmy allerdings verletzt und kann im letzten Rennen nur unter Schmerzen antreten. Trotz seiner Schmerzen kann er im letzten Rennen die Meisterschaft gewinnen.

## Hintergrund
Gedreht wurde vom 6. Juli bis zum 12. Oktober 2000. Das Budget betrug zirka 72 Millionen US-Dollar. Die Filmpremiere fand am 16. April 2001 in den USA statt.
Der Film spielt auf einigen (teils stillgelegten) Originalrennstrecken der Champ-Car-Serie in Chicago, Motegi, Detroit und dem Eurospeedway in der Lausitz. Außerdem stammen einige Szenen des Rennens aus Detroit von den Strecken in Long Beach und Montreal. Das Rennen auf dem Lausitzring ist zu großen Teilen auf dem Contidrom bei Hannover gedreht worden. In den Rennszenen sind Juan Pablo Montoya, Mark Blundell (Bly) und Maurício Gugelmin (Tanto) – allerdings nur unter ihren Helmen – zu sehen.
Man erkennt während des Films auch, dass er ursprünglich als Formel-1-Film gedacht war, als Bly den Rennkalender durchgeht und dabei unter anderem der Nürburgring auftaucht.
Der Film war ein kommerzieller Misserfolg. Den Einnahmen von 32 Millionen US-Dollar stand ein Budget von 72 Millionen US-Dollar gegenüber. Zusätzlich zum Film erschien auch ein gleichnamiges Videospiel, welches ebenfalls erfolglos war.

## Kritiken
Das Lexikon des internationalen Films bezeichnete Driven als „inszenatorisch so ungeschickt und thematisch so klischeehaft und überfrachtet, dass auch die wenigen guten Aufnahmen des Renngeschehens“ untergingen.
Cinema lobte die „dröhnenden Boliden und […] spektakulären Crashs, die der Actionprofi Renny Harlin routiniert inszenierte“. Amüsant seien die „putzigen, völlig überflüssigen Auftritte von Verona Feldbusch und Jasmin "Blümchen" Wagner“. Es komme kein „echtes Formel-1-Feeling“, da „Renn-Impresario Bernie Ecclestone allzu viel Geld für die Filmrechte an seinem Zirkus verlangte“
Richard Roeper und Jay Leno bezeichneten den Film in Roeper’s TV-Sendung Ebert & Roeper als „den schlechtesten Autofilm aller Zeiten“, des Weiteren wurde die „fürchterliche Darstellung von Autorennen“ kritisiert.
Prisma kritisiert, dass Renny Harlin „plump nur auf nervende Action-Szenen“ setzte. „Dämliche Dialoge, eine Mimimal-Story, Kamera-Hektik mit Wackelbildern, Dröhnmusik und tumbe Nebendarsteller sorgen für einen filmischen Total-Crash.“ Renny Harlin und Autor Sylvester Stallone hätten besser von gelungenen Genrefilmen wie Frankenheimers "Grand Prix" (1966), Goldstones "Indianapolis" (1969) oder Katzins "Le Mans" (1971) gelernt.
Auf Rotten Tomatoes erhielt der Film 86 % ablehnende Wertungen. Er kam aber immerhin bei jedem Dritten im Publikum an. Die gesammelten Kritiken auf Metascore ergaben mit 71 % eine ähnlich negative Wertung, während das Publikum immerhin 5,4 von 10 Punkten vergab.

## Auszeichnungen
Die Deutsche Film- und Medienbewertung FBW in Wiesbaden verlieh dem Film das Prädikat wertvoll.
2002 erhielt Estella Warren eine Goldene Himbeere als Schlechteste Nebendarstellerin und wurde in sechs weiteren Kategorien nominiert.